# Верхнедрезгалово
Верхнедрезгалово (ранее Верхнее Дрезгалово) — село в Красниском районе Липецкой области, административный центр Дрезгаловского сельсовета.

## История
Село возникло в конце XVI века. Входит в список населенных пунктов Елецкого уезда писцовой книги 1620 г. Название села происходит от расположения села под Дрезгаловским лесом (от диалектного слова «дрязг» — хворост или жидкая песчаная грязь).

## Население
| 2010 |
| ---- |
| 441  |

## Церковь Знаменской иконы Божьей матери
В 1826-53 гг. на средства помещиков П. Д. Коротнева и В. С. Субботина в селе построена церковь во имя Знаменской иконы Божьей матери. Вскоре после возведения храм был частично перестроен — расширены трапезная и приделы, растёсаны окна. Священником с. Верхнее Дрезгалово в 1870-х гг. был Алексей Федорович Ампелонский. Церковным старостой на рубеже XIX и XX вв. был Морозов Кирилл Федосеевич, уроженец д. Корытное. Последним священником церкви стал Данилов Пётр Алексеевич, уроженец Липецка (арестован в 1937 году и «тройкой» при УНКВД СССР по Воронежской области по ст.58-10 УК РСФСР был приговорён к 10 годам лишения свободы. Реабилитирован в 1989 году.)
В настоящее время церковь заброшена, обрушен потолок трапезной, разрушена колокольня. Сохранились фрагменты внутренней отделки.

## История образования
Во второй половине XIX века при Знаменской церкви была открыта церковно-приходская школа, состоящая из двух классов. В 1928 году открылась начальная школа в самом селе, первым её директором стала Евдокия Устиновна Коняева. В 1932 году открылась школа крестьянской молодёжи, которая в 1954 году преобразовалась в Дрезгаловскую среднюю школу. В 1982 году школа была переведена в новое здание.

## Список улиц
- Дружбы переулок
- Лесная улица
- Новая улица
- Парковая улица
- Садовая улица
- Суворовский переулок
- Центральная улица